# 斑翅拟蜡嘴雀
斑翅拟蜡嘴雀（学名：Mycerobas melanozanthos）也称白点翅拟蜡嘴雀，为雀科拟蜡嘴雀属的鸟类，俗名大嘴雀。分布于尼泊尔、印度、缅甸以及中国大陆的甘肃、四川、云南、西藏等地，多见于高山、栖息于高山灌丛、竹丛、草地、甚至到冻荒地带。也见于松杉、针阔混交林、落叶乔木林和果园中。该物种的模式产地在尼泊尔。
体重约62克，翼长约120.6毫米，嘴峰长约27.8毫米，喙宽度约14.1毫米，喙厚度约18毫米，跗蹠长约22.3毫米，尾长约72.8毫米。斑翅拟蜡嘴雀在其分布区内为留鸟，其栖息在密集的高大树木组成的森林中，食性为草食性。